# Alexander McDonnell
Alexander McDonnell (1798, Belfast - 1835, Londres) foi um mestre enxadrista irlandês, que disputou uma série de seis jogos contra Louis-Charles Mahé de La Bourdonnais, considerado o melhor jogador da época, no verão de 1834.
Os jogos foram amplamente publicados, sendo discutidos por entusiastas em toda a Europa. Durante este encontro, ambos os jogadores introduziram várias inovações, o qual algumas ainda podem ser vistas atualmente.